# Sân vận động Olympic Fisht
Sân vận động Olympic Fisht (tiếng Nga: Олимпийский стадион «Фишт») là một sân vận động ngoài trời ở Sochi, Nga. Tọa lạc tại Công viên Olympic Sochi và được đặt tên theo Núi Fisht, sân vận động có sức chứa 40.000 khán giả. Sân được xây dựng cho Thế vận hội Mùa đông 2014 và Paralympic Mùa đông 2014, nơi sân được dùng làm địa điểm cho lễ khai mạc và bế mạc của các sự kiện.
Sân vận động ban đầu được xây dựng như một cơ sở khép kín; sân được mở cửa trở lại vào năm 2016 như một sân vận động bóng đá ngoài trời, để tổ chức các trận đấu thuộc khuôn khổ Cúp Liên đoàn các châu lục 2017 và Giải vô địch bóng đá thế giới 2018. Trong hai giải đấu này, sân được gọi đơn giản là Sân vận động Fisht.

## Xây dựng
Sân vận động Olympic Fisht được thiết kế bởi Populous và nhà tư vấn thiết kế người Anh BuroHappold Engineering,diện tích mái che của sân xấp xỉ 36,500 mét vuông (393,000 feet vuông) bằng chất liệu Etylen tetrafloetylen (ETFE) nhằm chống lại các trận bão tuyết lớn nhất ở đây.Sân vận động mở ra phía bắc,cho phép khách tham quan trực tiếp chiêm ngưỡng Núi Krasnaya Polyana và tầng trên được  mở về phía nam, nơi tuyệt vời để chiêm ngưỡng Biển Đen.
Được mở cửa vào năm 2013 với tổng chi phí 779 triệu Đô la Mỹ. Sân vận động bây giờ được sử dụng như là trung tâm huấn luyện và địa điểm tổ chức các trận đấu của Đội tuyển bóng đá quốc gia Nga, và sẽ là nơi diễn ra các trận đấu của Confederations Cup 2017 và World Cup 2018. Đây cũng là lần đầu tiên FIFA, cơ quan điều hành bóng đá thế giới và các quan chức của Nga chịu trách nhiệm về World Cup, cả hai sẽ hợp tác trong một chương trình giám sát điều kiện lao động tại các sân vận động tổ chức World Cup.
Sân vận động sẽ tạm thời được mở rộng sức chứa vào khoảng 47,000 chỗ ngồi và sẽ giảm xuống chỉ còn 40,000 sau World Cup 2018

## Quá trình sử dụng sau Olympics

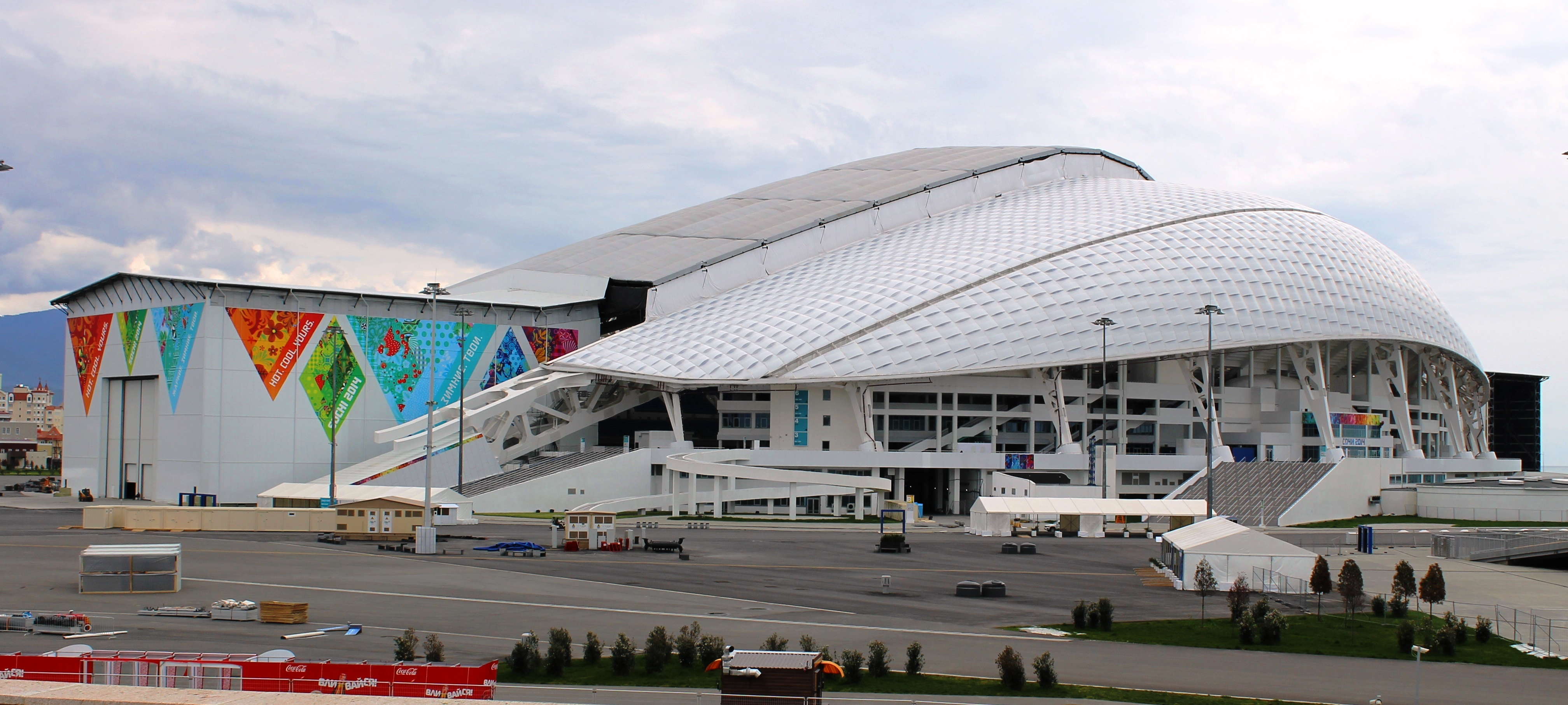
Sân vận động Olympic Fisht sau thế vận hội mùa Đông năm 2014.

Tháng giêng năm 2015,1 dự án lên đến 3 tỷ Rúp (46 triệu Đô la Mỹ) đã được tiến hành nhằm nâng cấp sân vận động chuẩn bị cho Confed Cup và World Cup;trong số những thay đổi đáng chú ý thì mái che kín đã bị tháo gỡ nhằm đáp ứng yêu cầu của FIFa.Công việc được kỳ vọng là sẽ hoàn thành vào tháng 6 năm 2016 nhưng cuối cùng lại phải dời xuống tháng 11 cùng năm.
Ở Nga chỉ có 2 sân vận động có vinh dự được tổ chức các cuộc tranh tài tại Thế vận hội mùa Đông và các trận đấu World Cup—Olympic Fisht và Stadio Olympico Grande Torino, ở Turin,Ý.Olympic Fisht sẽ là sân vận động duy nhất trong lịch sử tổ chức cả Thế vận hội mùa Đông và Confederations Cup.

## Kỷ niệm
Tháng 10 năm 2013 Ngân hàng trung ương Nga đã phát hành tờ 100-đồng rúp để đánh dấu cột mốc 100 ngày đến với lễ khai mạc của Thế vận hội mùa Đông 2014.Tờ bạc có màu ngả xanh,1 bên vẽ hình người trượt tuyết đang thực hiện 1 cú bay và bên còn lại là sân vận động Olympic Fisht cùng với một con chim lửa.

## Kết quả thi đấu

### FIFA Confederations Cup 2017
| Ngày                | Giờ   | Đội #1 | KQ. | Đội #2      | Vòng    | Khán giả |
| ------------------- | ----- | ------ | --- | ----------- | ------- | -------- |
| 19 tháng 6 năm 2017 | 18:00 | Úc     | 2–3 | Đức         | Bảng B  | 28,605   |
| 21 tháng 6 năm 2017 | 21:00 | México | 2–1 | New Zealand | Bảng A  | 25,133   |
| 25 tháng 6 năm 2017 | 18:00 | Đức    | 3–1 | Cameroon    | Bảng B  | 30,230   |
| 29 tháng 6 năm 2017 | 21:00 | Đức    | 4–1 | México      | Bán kết | 37,923   |

### World Cup 2018
| Ngày                | Giờ               | Đội #1     | KQ.            | Đội #2      | Vòng        | Khán giả |
| ------------------- | ----------------- | ---------- | -------------- | ----------- | ----------- | -------- |
| 15 tháng 6 năm 2018 | 21:00 MSK (UTC+3) | Bồ Đào Nha | 3–3            | Tây Ban Nha | Bảng B      | 43,866   |
| 18 tháng 6 năm 2018 | 18:00 MSK (UTC+3) | Bỉ         | 3–0            | Panama      | Bảng G      | 43,257   |
| 23 tháng 6 năm 2018 | 21:00 MSK (UTC+3) | Đức        | 2–1            | Thụy Điển   | Bảng F      | 44,287   |
| 26 tháng 6 năm 2018 | 17:00 MSK (UTC+3) | Úc         | 0–2            | Perú        | Bảng C      | 44,073   |
| 30 tháng 6 năm 2018 | 21:00 MSK (UTC+3) | Uruguay    | 2–1            | Bồ Đào Nha  | Vòng 16 đội | 44,287   |
| 7 tháng 7 năm 2018  | 21:00 MSK (UTC+3) | Nga        | 2–2 (3–4, pen) | Croatia     | Tứ kết      | 44,287   |